# کالو اوچه
کالو اوچه (انگلیسی: Kalu Uche؛ زادهٔ ۱۵ نوامبر ۱۹۸۲) یک بازیکن فوتبال اهل نیجریه است.
وی همچنین در تیم‌های ملی فوتبال نیجریه نیجر بازی کرده‌است.